# Чоловіча збірна Туреччини з волейболу
Чоловіча збірна Туреччини з волейболу — чоловіча волейбольна збірна, яка представляє Туреччину на міжнародних змаганнях з волейболу.

## Результати

### Чемпіонати світу
| Чемпіонат світу | Чемпіонат світу    | Чемпіонат світу    | Чемпіонат світу    | Чемпіонат світу    | Чемпіонат світу    | Чемпіонат світу    |                    |
| Рік             | Позиція            | І                  | В                  | П                  | СВ                 | СП                 |                    |
| --------------- | ------------------ | ------------------ | ------------------ | ------------------ | ------------------ | ------------------ | ------------------ |
| 1949            | Не кваліфікувалася | Не кваліфікувалася | Не кваліфікувалася | Не кваліфікувалася | Не кваліфікувалася | Не кваліфікувалася | Не кваліфікувалася |
| 1952            | Не кваліфікувалася | Не кваліфікувалася | Не кваліфікувалася | Не кваліфікувалася | Не кваліфікувалася | Не кваліфікувалася | Не кваліфікувалася |
| 1956            | 22                 | 5                  | 2                  | 3                  | 8                  | 9                  |                    |
| 1960            | Не кваліфікувалася | Не кваліфікувалася | Не кваліфікувалася | Не кваліфікувалася | Не кваліфікувалася | Не кваліфікувалася | Не кваліфікувалася |
| 1962            | Не кваліфікувалася | Не кваліфікувалася | Не кваліфікувалася | Не кваліфікувалася | Не кваліфікувалася | Не кваліфікувалася | Не кваліфікувалася |
| 1966            | 15                 | 10                 | 2                  | 8                  | 7                  | 28                 |                    |
| 1970            | Не кваліфікувалася | Не кваліфікувалася | Не кваліфікувалася | Не кваліфікувалася | Не кваліфікувалася | Не кваліфікувалася | Не кваліфікувалася |
| 1974            | Не кваліфікувалася | Не кваліфікувалася | Не кваліфікувалася | Не кваліфікувалася | Не кваліфікувалася | Не кваліфікувалася | Не кваліфікувалася |
| 1978            | Не кваліфікувалася | Не кваліфікувалася | Не кваліфікувалася | Не кваліфікувалася | Не кваліфікувалася | Не кваліфікувалася | Не кваліфікувалася |
| 1982            | Не кваліфікувалася | Не кваліфікувалася | Не кваліфікувалася | Не кваліфікувалася | Не кваліфікувалася | Не кваліфікувалася | Не кваліфікувалася |
| 1986            | Не кваліфікувалася | Не кваліфікувалася | Не кваліфікувалася | Не кваліфікувалася | Не кваліфікувалася | Не кваліфікувалася | Не кваліфікувалася |
| 1990            | Не кваліфікувалася | Не кваліфікувалася | Не кваліфікувалася | Не кваліфікувалася | Не кваліфікувалася | Не кваліфікувалася | Не кваліфікувалася |
| 1994            | Не кваліфікувалася | Не кваліфікувалася | Не кваліфікувалася | Не кваліфікувалася | Не кваліфікувалася | Не кваліфікувалася | Не кваліфікувалася |
| 1998            | 19                 | 3                  | 0                  | 3                  | 2                  | 9                  |                    |
| 2002            | Не кваліфікувалася | Не кваліфікувалася | Не кваліфікувалася | Не кваліфікувалася | Не кваліфікувалася | Не кваліфікувалася | Не кваліфікувалася |
| 2006            | Не кваліфікувалася | Не кваліфікувалася | Не кваліфікувалася | Не кваліфікувалася | Не кваліфікувалася | Не кваліфікувалася | Не кваліфікувалася |
| 2010            | Не кваліфікувалася | Не кваліфікувалася | Не кваліфікувалася | Не кваліфікувалася | Не кваліфікувалася | Не кваліфікувалася | Не кваліфікувалася |
| 2014            | Не кваліфікувалася | Не кваліфікувалася | Не кваліфікувалася | Не кваліфікувалася | Не кваліфікувалася | Не кваліфікувалася | Не кваліфікувалася |
| 2018            | Не кваліфікувалася | Не кваліфікувалася | Не кваліфікувалася | Не кваліфікувалася | Не кваліфікувалася | Не кваліфікувалася | Не кваліфікувалася |
| 2022            | 11                 | 4                  | 2                  | 2                  | 8                  | 6                  |                    |
| Разом           | 5/21               | 22                 | 6                  | 16                 | 25                 | 53                 |                    |

### Чемпіонати Європи
| Чемпіонати Європи | Чемпіонати Європи  | Чемпіонати Європи  | Чемпіонати Європи  | Чемпіонати Європи  | Чемпіонати Європи  | Чемпіонати Європи  |                    |
| Рік               | Позиція            | І                  | В                  | П                  | СВ                 | СП                 |                    |
| ----------------- | ------------------ | ------------------ | ------------------ | ------------------ | ------------------ | ------------------ | ------------------ |
| 1948              | Не виспупали       | Не виспупали       | Не виспупали       | Не виспупали       | Не виспупали       | Не виспупали       | Не виспупали       |
| 1950              | Не виспупали       | Не виспупали       | Не виспупали       | Не виспупали       | Не виспупали       | Не виспупали       | Не виспупали       |
| 1951              | Не виспупали       | Не виспупали       | Не виспупали       | Не виспупали       | Не виспупали       | Не виспупали       | Не виспупали       |
| 1955              | Не виспупали       | Не виспупали       | Не виспупали       | Не виспупали       | Не виспупали       | Не виспупали       | Не виспупали       |
| 1958              | 12                 | 11                 | 6                  | 5                  | 22                 | 19                 |                    |
| 1963              | 11                 | 12                 | 8                  | 4                  | 27                 | 14                 |                    |
| 1967              | 14                 | 10                 | 3                  | 7                  | 15                 | 25                 |                    |
| 1971              | 15                 | 7                  | 3                  | 4                  | 10                 | 16                 |                    |
| 1975              | Не кваліфікувалася | Не кваліфікувалася | Не кваліфікувалася | Не кваліфікувалася | Не кваліфікувалася | Не кваліфікувалася | Не кваліфікувалася |
| 1977              | Не кваліфікувалася | Не кваліфікувалася | Не кваліфікувалася | Не кваліфікувалася | Не кваліфікувалася | Не кваліфікувалася | Не кваліфікувалася |
| 1979              | Не кваліфікувалася | Не кваліфікувалася | Не кваліфікувалася | Не кваліфікувалася | Не кваліфікувалася | Не кваліфікувалася | Не кваліфікувалася |
| 1981              | Не кваліфікувалася | Не кваліфікувалася | Не кваліфікувалася | Не кваліфікувалася | Не кваліфікувалася | Не кваліфікувалася | Не кваліфікувалася |
| 1983              | Не кваліфікувалася | Не кваліфікувалася | Не кваліфікувалася | Не кваліфікувалася | Не кваліфікувалася | Не кваліфікувалася | Не кваліфікувалася |
| 1985              | Не кваліфікувалася | Не кваліфікувалася | Не кваліфікувалася | Не кваліфікувалася | Не кваліфікувалася | Не кваліфікувалася | Не кваліфікувалася |
| 1987              | Не кваліфікувалася | Не кваліфікувалася | Не кваліфікувалася | Не кваліфікувалася | Не кваліфікувалася | Не кваліфікувалася | Не кваліфікувалася |
| 1989              | Не кваліфікувалася | Не кваліфікувалася | Не кваліфікувалася | Не кваліфікувалася | Не кваліфікувалася | Не кваліфікувалася | Не кваліфікувалася |
| 1991              | Не кваліфікувалася | Не кваліфікувалася | Не кваліфікувалася | Не кваліфікувалася | Не кваліфікувалася | Не кваліфікувалася | Не кваліфікувалася |
| 1993              | Не кваліфікувалася | Не кваліфікувалася | Не кваліфікувалася | Не кваліфікувалася | Не кваліфікувалася | Не кваліфікувалася | Не кваліфікувалася |
| 1995              | Не кваліфікувалася | Не кваліфікувалася | Не кваліфікувалася | Не кваліфікувалася | Не кваліфікувалася | Не кваліфікувалася | Не кваліфікувалася |
| 1997              | Не кваліфікувалася | Не кваліфікувалася | Не кваліфікувалася | Не кваліфікувалася | Не кваліфікувалася | Не кваліфікувалася | Не кваліфікувалася |
| 1999              | Не кваліфікувалася | Не кваліфікувалася | Не кваліфікувалася | Не кваліфікувалася | Не кваліфікувалася | Не кваліфікувалася | Не кваліфікувалася |
| 2001              | Не кваліфікувалася | Не кваліфікувалася | Не кваліфікувалася | Не кваліфікувалася | Не кваліфікувалася | Не кваліфікувалася | Не кваліфікувалася |
| 2003              | Не кваліфікувалася | Не кваліфікувалася | Не кваліфікувалася | Не кваліфікувалася | Не кваліфікувалася | Не кваліфікувалася | Не кваліфікувалася |
| 2005              | Не кваліфікувалася | Не кваліфікувалася | Не кваліфікувалася | Не кваліфікувалася | Не кваліфікувалася | Не кваліфікувалася | Не кваліфікувалася |
| 2007              | 15                 | 3                  | 0                  | 3                  | 3                  | 9                  |                    |
| 2009              | 13                 | 3                  | 0                  | 3                  | 2                  | 9                  |                    |
| 2011              | 11                 | 4                  | 1                  | 3                  | 6                  | 9                  |                    |
| 2013              | 14                 | 3                  | 0                  | 3                  | 4                  | 9                  |                    |
| 2015              | Не кваліфікувався  | Не кваліфікувався  | Не кваліфікувався  | Не кваліфікувався  | Не кваліфікувався  | Не кваліфікувався  | Не кваліфікувався  |
| 2017              | 11                 | 4                  | 1                  | 3                  | 5                  | 10                 |                    |
| 2019              | 12                 | 6                  | 2                  | 4                  | 9                  | 13                 |                    |
| 2021              | 10                 | 6                  | 3                  | 3                  | 14                 | 11                 |                    |
| 2023              | 13                 | 6                  | 2                  | 4                  | 12                 | 13                 |                    |
| 2026              |                    |                    |                    |                    |                    |                    |                    |
| Разом             | 12/33              | 75                 | 29                 | 46                 | 129                | 157                |                    |

### Золота Євроліга
| Золота Євроліга | Золота Євроліга | Золота Євроліга | Золота Євроліга | Золота Євроліга | Золота Євроліга | Золота Євроліга |
| Рік             | Позиція         | І               | В               | П               | СВ              | СП              |
| --------------- | --------------- | --------------- | --------------- | --------------- | --------------- | --------------- |
| 2004            | 5               | 12              | 7               | 5               | 25              | 24              |
| 2005            | 4               | 14              | 8               | 6               | 32              | 23              |
| 2006            | 4               | 14              | 6               | 8               | 28              | 30              |
| 2007            | 5               | 12              | 9               | 3               | 31              | 18              |
| 2008            | 3               | 14              | 7               | 7               | 28              | 29              |
| 2009            | 5               | 12              | 8               | 4               | 30              | 16              |
| 2010            | 3               | 14              | 7               | 7               | 24              | 26              |
| 2011            | 11              | 12              | 3               | 9               | 13              | 31              |
| 2012            | 2               | 14              | 6               | 8               | 27              | 29              |
| 2013            | 4               | 14              | 4               | 10              | 20              | 32              |
| 2014            | 8               | 8               | 3               | 5               | 10              | 16              |
| 2015            | 6               | 12              | 6               | 6               | 19              | 20              |
| 2016            | Не виступали    | Не виступали    | Не виступали    | Не виступали    | Не виступали    | Не виступали    |
| 2017            | Не виступали    | Не виступали    | Не виступали    | Не виступали    | Не виступали    | Не виступали    |
| 2018            | 3               | 8               | 5               | 3               | 19              | 13              |
| 2019            | 1               | 8               | 8               | 0               | 24              | 3               |
| 2021            | 1               | 8               | 8               | 0               | 24              | 5               |
| 2022            | 2               | 6               | 5               | 1               | 16              | 5               |
| 2023            | 1               | 8               | 7               | 1               | 23              | 13              |
| Разом           | 17/19           | 190             | 107             | 83              | 380             | 333             |

### Кубок претендентів
| Кубок претендентів | Кубок претендентів | Кубок претендентів | Кубок претендентів | Кубок претендентів | Кубок претендентів | Кубок претендентів |
| Рік                | Позиція            | І                  | В                  | П                  | СВ                 | СП                 |
| ------------------ | ------------------ | ------------------ | ------------------ | ------------------ | ------------------ | ------------------ |
| 2018               | Не кваліфікувалася | Не кваліфікувалася | Не кваліфікувалася | Не кваліфікувалася | Не кваліфікувалася | Не кваліфікувалася |
| 2019               | 4                  | 4                  | 1                  | 3                  | 7                  | 9                  |
| 2022               | 2                  | 3                  | 2                  | 1                  | 7                  | 4                  |
| 2023               | 1                  | 3                  | 3                  | 0                  | 9                  | 5                  |
| Разом              | 3/4                | 10                 | 6                  | 4                  | 23                 | 18                 |

### Ліга націй
| Ліга націй | Ліга націй         | Ліга націй         | Ліга націй         | Ліга націй         | Ліга націй         | Ліга націй         |
| Рік        | Позиція            | І                  | В                  | П                  | СВ                 | СП                 |
| ---------- | ------------------ | ------------------ | ------------------ | ------------------ | ------------------ | ------------------ |
| 2018       | Не кваліфікувалася | Не кваліфікувалася | Не кваліфікувалася | Не кваліфікувалася | Не кваліфікувалася | Не кваліфікувалася |
| 2019       | Не кваліфікувалася | Не кваліфікувалася | Не кваліфікувалася | Не кваліфікувалася | Не кваліфікувалася | Не кваліфікувалася |
| 2021       | Не кваліфікувалася | Не кваліфікувалася | Не кваліфікувалася | Не кваліфікувалася | Не кваліфікувалася | Не кваліфікувалася |
| 2022       | Не кваліфікувалася | Не кваліфікувалася | Не кваліфікувалася | Не кваліфікувалася | Не кваліфікувалася | Не кваліфікувалася |
| 2023       | Не кваліфікувалася | Не кваліфікувалася | Не кваліфікувалася | Не кваліфікувалася | Не кваліфікувалася | Не кваліфікувалася |
| 2024       | 16                 | 12                 | 1                  | 11                 | 13                 | 34                 |
| 2025       | 16                 | 12                 | 3                  | 9                  | 14                 | 28                 |
| Разом      | 2/7                | 24                 | 4                  | 20                 | 27                 | 62                 |

## Склад
Список гравців, які заявлені на матчі Ліга націй 2025
| N° | Спортсмен          | Позиція               | Дата народження | Клуб              |
| -- | ------------------ | --------------------- | --------------- | ----------------- |
| 1  | Каан Гюрбюз        | Діагональний          | 16 серпня 2001  | «Фенербахче»      |
| 5  | Марко Матич        | Центральний блокуючий | 22 травня 1995  | «Галкбанк»        |
| 6  | Арда Бостан        | Зв'язуючий            | 13 січня 2002   | «Аккуш»           |
| 7  | Емре Саваш         | Центральний блокуючий | 7 березня 1995  | «Фенербахче»      |
| 8  | Бурутай Субаші     | Догравальник          | 15 липня 1990   | «Аркас»           |
| 9  | Ефе Мандираджі     | Догравальник          | 1 квітня 2002   | «Аркас»           |
| 10 | Арслан Екші        | Зв'язуючий            | 17 липня 1985   | «Зірат Банкаси»   |
| 12 | Адіс Лаґумджія     | Діагональний          | 29 липня 1999   | «Лубе Воллей»     |
| 14 | Фаїк Гюнеш         | Центральний блокуючий | 27 травня 1993  | «Зірат Банкаси»   |
| 15 | Мірза Лагумджія    | Догравальник          | 18 травня 2001  | «Аркас»           |
| 17 | Мурат Єніпазар     | Зв'язуючий            | 23 вересня 1993 | «Фенербахче»      |
| 20 | Ефе Байрам         | Догравальник          | 1 березня 2001  | «Чистерна Воллей» |
| 30 | Ясін Айдин         | Догравальник          | 11 липня 1995   | «Девелі»          |
| 40 | Їгіт Аслан         | Догравальник          | 28 травня 2005  | «Хатай ББ»        |
| 53 | Волкан Дьоне       | Ліберо                | 19 лютого 1987  | «Галкбанк»        |
| 77 | Бедірхан Бюльбюль  | Центральний блокуючий | 29 липня 1999   | «Зірат Банкаси»   |
| 80 | Бейтулла Хатіпоглу | Ліберо                | 24 лютого 1992  | «Галатасарай»     |

## Тренери
- 2006  Недім Озбей
- 2006-2007  Ішик Менкюер
- 2008-2009  Фаусто Полідорі
- 2010-2013  Велько Башич
- 2013-2016  Емануеле Дзаніні
- 2016-2017  Йошко Міленкоський
- 2018-2022  Недім Озбей
- 2022-2023  Альберто Джуліані
- 2023-2024  Седрік Енар
- 2024-2025  Умут Чакир
- 2025-  Слободан Ковач